# 朱宸澮
宜春康僖王朱宸浍（1474年—1500年），明太祖六世孙，宁献王朱权五世孙，追封宜春康简王朱覲鐏嫡一子，母妃王氏。成化十年（1474年）十月初十日生，弘治十一年（1498年）正月二十八日袭封，十三年（1500年）四月二十六日薨，年二十七。谥曰康僖。妃黄氏。正德二年（1507年）嫡次子朱拱樤嗣。

## 家庭

### 子孫
- 长子：不详，早夭
- 嫡次子：宜春王朱拱樤
- 子：輔國將軍→鎮國將軍→庶人朱拱槭，因參與寧王之亂廢為庶人，並解送京城[1][2]